# Mesorhaga circumflexa
Mesorhaga circumflexa är en tvåvingeart som beskrevs av Octave Parent 1937. Mesorhaga circumflexa ingår i släktet Mesorhaga och familjen styltflugor. Inga underarter finns listade i Catalogue of Life.